# ガブリエル・カーテリス
ガブリエル・カーテリス（Gabrielle Carteris、1961年1月2日 - ）は、アメリカ合衆国の女優。

## 来歴
アリゾナ州スコッツデール生まれ。双子の兄弟ジェームズがいる。父親はギリシャ系。母親はユダヤ系。幼少期に両親が別れたため、サンフランシスコで育つ。
主にテレビドラマで活躍、特に『ビバリーヒルズ高校白書』、『ビバリーヒルズ青春白書』のアンドレア・ザッカーマン役で知られる（アンドレア・ザッカーマンはユダヤ系という設定である）。
2016年から2021年までSAG-AFTRAの会長を務め、2021年から国際俳優連盟の会長を務める。

## 私生活
1992年に株式仲介人のチャールズ・アイザックスと結婚。2人の娘がいる。

## 主な出演作品

### 映画
| 公開年 | 邦題 原題                                    | 役名               | 備考       |
| ------ | -------------------------------------------- | ------------------ | ---------- |
| 1992   | レイジング・ケイン Raising Cain              | ナン               |            |
| 2002   | ホワイト・インフェルノ Trapped: Buried Alive | エミリー・クーパー | テレビ映画 |
| 2004   | コンバッション Combustion                    | ロウリー・ハーパー | テレビ映画 |

### テレビシリーズ
| 放映年    | 邦題 原題                                         | 役名                     | 備考            |
| --------- | ------------------------------------------------- | ------------------------ | --------------- |
| 1990-1993 | ビバリーヒルズ高校白書 Beverly Hills, 90210       | アンドレア・ザッカーマン |                 |
| 1993-2000 | ビバリーヒルズ青春白書 Beverly Hills, 90210       | アンドレア・ザッカーマン | 計145エピソード |
| 2001      | 犯罪捜査官ネイビーファイル JAG                    | ミシェル                 | 1エピソード     |
| 2003      | CIA:ザ・エージェンシー The Agency                 | ジャマールの妻           | 1エピソード     |
| 2003      | NIP/TUCK マイアミ整形外科医 Nip/Tuck              | エリー・コリンズ         | 1エピソード     |
| 2005      | 女検死医ジョーダン Crossing Jordan                | ドーン・マグワイア       | 1エピソード     |
| 2008      | My Alibi                                          | タッカーマン校長         | 14エピソード    |
| 2010      | クリミナル・マインド FBI行動分析課 Criminal Minds | ナンシー・キャンベル     | 1エピソード     |
| 2011      | THE EVENT/イベント The Event                      | ダイアン・ゲラー         | 11エピソード    |
| 2013      | ザ・ミドル ～中流家族のフツーの幸せ The Middle    | コリーン・ウェバー       | 1エピソード     |
| 2018      | NCIS 〜ネイビー犯罪捜査班 シーズン15              | ジュリー・ベル           | 1エピソード     |